# Bittern Lake
Bittern Lake is een plaats (village) in de Canadese provincie Alberta en telt 225 inwoners (2006).